# 1236
Évszázadok: 12. század – 13. század – 14. század
Évtizedek: 1180-as évek – 1190-es évek – 1200-as évek – 1210-es évek – 1220-as évek – 1230-as évek – 1240-es évek – 1250-es évek – 1260-as évek – 1270-es évek – 1280-as évek
Évek: 1231 – 1232 – 1233 – 1234 –  1235 – 1236 – 1237 – 1238 – 1239 – 1240 – 1241

## Események
- Május vége, június eleje – Julianus barát megérkezik Magna Hungariába.
- június 21. - Julianus barát hazaindul.
- szeptember 22. – A saulei (šiauliai) csatában a litvánok és a lettek serege legyőzi a Livóniai Kardtestvérek seregét. A keresztesektől azonban nem szabadultak meg, mert a következő évben a lovagrendet a teuton keresztes renddel egyesítik és akik így folytatják Livónia meghódítását.
- Estei Beatrix magyar királyné, II. András király özvegye II. Frigyes osztrák herceg követei segítségével megszökik az országból. Később külföldön szüli meg fiát Istvánt, a későbbi III. András király apját, akit IV. Béla nem ismer el.
- II. Frigyes serege betör az országba, mire a magyar seregek Bécsig pusztítanak, végül a felek békét kötnek.
- A tatárok meghódítják a Volgai Bolgárországot.
- III. Ferdinánd kasztíliai király serege elfoglalja a móroktól Córdoba városát.[1]
- Radijja delhi szultán trónra lépése.
- Az év végén - december 27-én - Julianus barát visszatér első útjáról és hírt hoz a keleten maradt magyarokról, Magna Hungariáról.

## Halálozások
- május 6. – Roger of Wendover bencés szerzetes, krónikaíró

## Európai időjárás
Három-négy hónapos hőhullám Angliában, talajrepedések Dél-Németországban, bőséges szüret.